# Evelien De Vlieger
Evelien De Vlieger (geboren 15. Juli 1969) ist eine belgische Kinderbuchautorin.

## Leben
Evelien De Vlieger studierte Germanistik und Literaturwissenschaften an der Universität Gent. Sie war danach bis 2005 in einem mittelständischen Betrieb tätig. De Vlieger ist verheiratet und hat drei Kinder. 
De Vlieger schreibt Bücher für junge und ältere Kinder: Bilderbücher, Sachbücher, Bücher für Leseanfänger und Jugendromane.
Ihr erstes Buch war das Sachbuch Lekker brood und erschien 1997. Sie erhielt 2011 für das Buch Job en de duif den Preis Boekenwelp. 2024 war sie mit Toen Raaf links afsloeg für den Preis Boon voor kinder nominiert.

## Werke (Auswahl)
bis 2014 bei DBNL
- Lekker brood. Het hoe, wat en waarom van brood. Met illustraties van Martin Decroos. Hasselt, Clavis, 1997.
- Lekker eten. Het hoe, wat en waarom van gezonde voeding. Met illustraties van Martin Decroos. Hasselt, Clavis, 1998.
- Lusten koeien melk? Vragen van en voor kinderen over de boerderij. Met illustraties van Sabine Kraushaar en foto's van Jean Schoubs. Hasselt, Clavis, 1999.
- Reuzeneuz en Zobi. Met illustraties van Iris Beeckman. Hasselt, Clavis, 1999.
- Lekker en gezond. Het hoe, wat en waarom van groenten en fruit. Met illustraties van Ilse Loodts en foto's van Steven Decroos. Hasselt, Clavis, 2000.
- Geppie de vriendelijke rat. Met illustraties van Iris Beeckman. Hasselt, Clavis, 2001.
- Mag je zelf een mama en een papa kiezen? Vragen van en voor kinderen over adoptie. Met illustraties van Hilde Schuurmans en foto's van Greet Tanghe. Hasselt, Clavis, 2002.
- mit Mieke Vandamme: Brood-je-gezond. Met illustraties van Jan Van Lierde. Mechelen, Bakermat, 2002.
- mit Marc Vanspauwen: Wie is de baas van de Zuidpool? Vragen van en voor kinderen over politiek. Met illustraties van Ilse Loodts en foto's van Rudy De Moor. Hasselt, Clavis, 2002.
- Rein en Ever en het bos, dat spreekt voor zich. Met illustraties van Marijke ten Cate. Hasselt, Clavis, 2003.
- mit Dirk Barrez: De wereld, een gebruiksaanwijzing. Met illustraties van Bart Van Tieghem. Globe, 2004.
- Blijven slapen. Hasselt, Clavis, 2005.
- Hotel Regenboog. Met illustraties van Sanne te Loo. Hasselt, Clavis, 2006.
- Brei met mij. Tielt, Lannoo, 2008.
- mit Jan Tytgat: Vergif en verboden producten. Met illustraties van Sebastiaan Van Doninck. Tielt, Lannoo, 2008.
- Hoe maak ik een vriend? Met illustraties van Wendy Panders. Tielt, Lannoo, 2010.
- Als alles op zijn kop staat. Met illustraties van Jene Bons. Tielt, Lannoo, 2010.
- Woordjes leren met Uki; kijk- en zoekboek met aanwijsplaten. Tielt, Lannoo, 2010.
- Uki. Huisje van karton. Tielt, Lannoo, 2010.
- Uki. Taart op pootjes. Tielt, Lannoo, 2010.
- Uki. Konijn vliegt. Tielt, Lannoo, 2010.
- Job en de duif. Met illustraties van Noëlle Smit. Tielt, Lannoo, 2010.
- Job en de duif redden Kip. Met illustraties van Noëlle Smit. Tielt, Lannoo, 2011.
- Hoe maak ik tijd? Met illustraties van Wendy Panders. Tielt, Lannoo, 2011.
- Uki. Kleuren, vormen en tellen. Tielt, Lannoo, 2011.
- Uki. De ballon. Tielt, Lannoo, 2011.
- Lachen en spelen met Uki. Tielt, Lannoo, 2011.
- Uki. Op het klimrek. Tielt, Lannoo, 2011.
- Uki. Wat een knoeiboel! Tielt, Lannoo, 2011.
- Woordjes leren met Uki. Tielt, Lannoo, 2011.
- De bovenkamer van Jakob. Tielt, Lannoo, 2011.
- De prinses, de graaf en de handschoen. Met illustraties van Thé Tjong-Khing. Tielt, Lannoo, 2011.
- De put. Met illustraties van Andreas De Ridder. Averbode, Uitgeverij Averbode, 2012.
- Uki. Het grote woordenboek. Tielt, Lannoo, 2012.
- Uki is jarig! Tielt, Lannoo, 2012.
- Uki. Voelboek. Tielt, Lannoo, 2012.
- Mijn oma is van peperkoek; verhalen over oma's, opa's, oogappels en oliebollen. Met illustraties van Sabien Clement. Tielt, Lannoo, 2012.
- Ga niet naar Canada en andere misverstanden over de liefde. Tielt, Lannoo, 2014.
- Job en de duif schrikken zich een bult. Met illustraties van Noëlle Smit. Tielt, Lannoo, 2014.

+++++
- Het groete koppenboek. 2024
  - Das große Buch der Hühner. Illustrationen Jan Hamstra. Übersetzung Rolf Erdorf. Hildesheim: Gerstenberg, 2025 DNB